# Kristof Vandewalle
Kristof Vandewalle, né le 5 avril 1985 à Courtrai, est un coureur cycliste belge. Professionnel de 2008 à 2015, il a notamment été trois fois champion de Belgique du contre-la-montre de 2012 à 2014, et champion du monde du contre-la-montre par équipes en 2012 et 2013 avec Omega Pharma-Quick Step.

## Biographie
Issu de l'équipe Wielergroep Beveren 2000, Kristof Vandewalle s'est illustré dans les rangs espoirs en remportant les Deux jours du Gaverstreek en 2006 et une étape du Tour de l'Avenir 2007, qu'il a terminé à la huitième place. Il commence sa carrière professionnelle en 2008 dans l'équipe Topsport Vlaanderen. Sa première année est marquée par une échappée de 180 km sur l'Amstel Gold Race en compagnie de Yuriy Krivtsov et Albert Timmer, ainsi qu'une quatrième place au championnat de Belgique du contre-la-montre.
Il remporte le Grand Prix du canton d'Argovie, épreuve hors catégorie, au début de juin 2010.
En 2011, il est recruté par l'équipe Quick Step. Il participe cette année-là à ses premiers grands tours, le Tour d'Italie et le Tour d'Espagne.
En 2012, l'équipe Quick Step devient Omega Pharma-Quick Step, l'entreprise Omega Pharma devenant le principal sponsor. En août, Kristof Vandewalle devient champion de Belgique du contre-la-montre, et devançant de 48 secondes Ben Hermans et de plus d'une minute le tenant du titre Philippe Gilbert. Il dispute ensuite le Tour d'Espagne. Le 16 septembre, il remporte le nouveau championnat du monde du contre-la-montre par équipes de marque avec ses coéquipiers de l'équipe Omega Pharma-Quick Step Sylvain Chavanel, Tony Martin, Niki Terpstra, Tom Boonen et Peter Velits, à une moyenne horaire de 50,534 km/h. Avec Thomas De Gendt, il représente la Belgique lors du contre-la-montre de ces championnats. Il en prend la 24e place.
Kristof Vandewalle est engagé en 2014 par l'équipe Trek Factory Racing. Après avoir conservé son titre de champion de Belgique du contre-la-montre, il gagne deux étapes contre-la-montre durant l'été, au Tour d'Autriche et au Tour de Pologne. Lors du Tour d'Espagne, une chute durant le contre-la-montre par équipes inaugural lui cause une fracture d'une cote et une douleur au dos. Il poursuit néanmoins la course. Il se classe ainsi quinzième de l'étape arrivant aux lacs de Covadonga et onzième de la dernière étape, disputée contre la montre. Il est sélectionné pour le contre-la-montre des championnats du monde 2014. Septième du contre-la-montre par équipes avec Trek, il est 24e du contre-la-montre individuel. Au début du mois d'octobre, il est renversé par une voiture lors d'un entraînement. Blessé au scaphoïde de la main droite et à un ménisque, il doit mettre fin à sa saison.
Au printemps 2015, Vandewalle dispute le Tour d'Italie. Lors de la quatorzième étape, un contre-la-montre, il chute et perd près d'une minute en changeant de vélo. Il termine douzième de cette étape. Souffrant d'une phalange fracturée, il quitte la course le lendemain en ne prenant pas le départ de l'étape. Fin juin, il perd son maillot tricolore en prenant la troisième place du championnat national du contre-la-montre, derrière Jurgen Van den Broeck et Yves Lampaert. Sa chute lors du Giro lui cause une douleur persistante au genou, qui le force à abandonner lors du Tour de Pologne en août. S'estimant hors de forme, il renonce à participer aux championnats du monde. Il n'est pas conservé par Trek à l'issue de cette saison et met un terme à sa carrière de coureur.

## Palmarès et classements mondiaux

### Palmarès amateur
- 2003
  - Route de l'Avenir :
    - Classement général
    - 1re et 2e étapes

  - La Bernaudeau Junior
  - Ronde des vallées
  - 2e étape des Trois Jours d'Axel (contre-la-montre)
- 2005
  - 3e étape du Tour de Moselle
- 2006
  - Classement général des Deux Jours du Gaverstreek
- 2007
  - 3e étape du Tour de l'Avenir
  - 2e de Hasselt-Spa-Hasselt
  - 3e du Trophée de Hesbaye
  - 3e de Zellik-Galmaarden
  - 8e du Tour de l'Avenir

### Palmarès professionnel
- 2010
  - Grand Prix du canton d'Argovie
- 2012
  -  Champion du monde du contre-la-montre par équipes

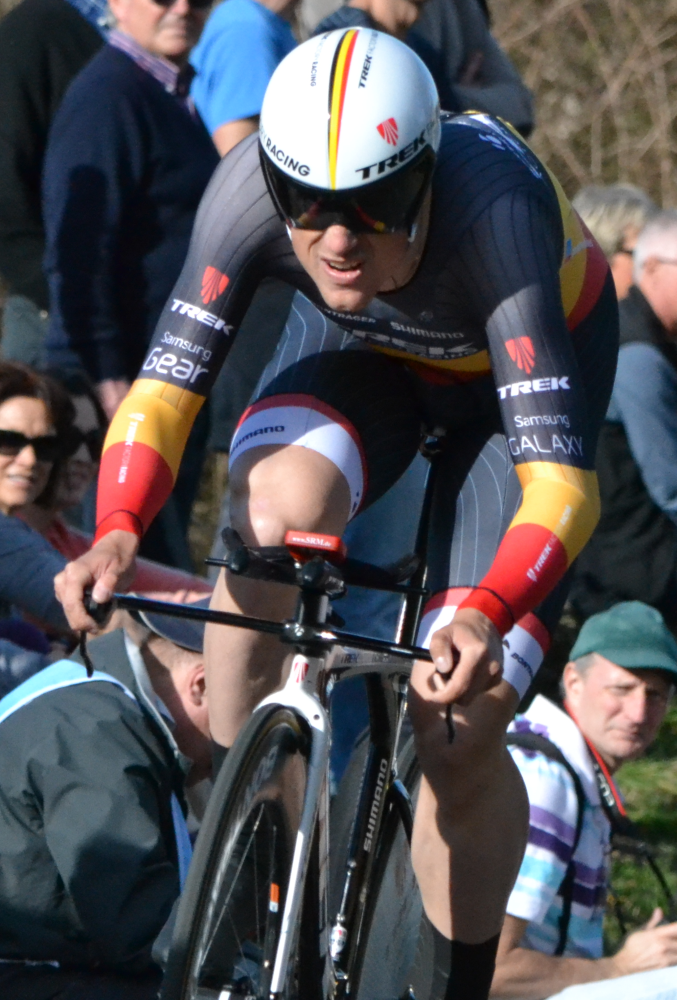
Kristof Vandewalle champion de Belgique du chrono.

  -  Champion de Belgique du contre-la-montre
  - 2eb étape du Tour de l'Ain (contre-la-montre par équipes)
- 2013
  -  Champion du monde du contre-la-montre par équipes
  -  Champion de Belgique du contre-la-montre
  - Trois Jours de Flandre-Occidentale :
    - Classement général
    - Prologue

  - 3e du Duo normand (avec Julien Vermote)

- 2014
  -  Champion de Belgique du contre-la-montre
  - 7e étape du Tour d'Autriche (contre-la-montre)
  - 7e étape du Tour de Pologne (contre-la-montre)
- 2015
  - 1re étape du Tour d'Alberta (contre-la-montre par équipes)
  - 3e du championnat de Belgique du contre-la-montre

### Résultats sur les grands tours

#### Tour d'Italie
2 participations
- 2011 : 93e
- 2015 : non partant (15e étape)

#### Tour d'Espagne
4 participations
- 2011 : 104e
- 2012 : 91e
- 2013 : abandon (15e étape)
- 2014 : 87e

### Classements mondiaux
| Année           | 2006  | 2007 | 2008 | 2009 | 2010 | 2011 | 2012 | 2013 | 2014 | 2015 |
| --------------- | ----- | ---- | ---- | ---- | ---- | ---- | ---- | ---- | ---- | ---- |
| UCI World Tour  |       |      |      |      |      | 142e | 246e | 213e | 164e | nc   |
| UCI Europe Tour | 1332e | 571e | 903e | 743e | 66e  |      |      |      |      |      |